# Sollevamento pesi ai Giochi della XVIII Olimpiade - Pesi leggeri
La competizione della categoria pesi leggeri (fino a 67,5 kg) di sollevamento pesi ai Giochi della XVIII Olimpiade si è svolta il giorno 13 ottobre 1964 alla Shibuya Kōkaidō di Tokyo.

## Regolamento
La classifica era ottenuta con la somma delle migliori alzate delle seguenti 3 prove:
- Distensione lenta
- Strappo
- Slancio

Su ogni prova ogni concorrente aveva diritto a tre alzate.

## Risultati
| Pos.    | Atleta               | Nazione           | Peso Atleta | Totale | Distensione lenta | Distensione lenta | Distensione lenta | Strappo | Strappo | Strappo | Slancio | Slancio | Slancio |
| Pos.    | Atleta               | Nazione           | Peso Atleta | Totale | 1                 | 2                 | 3                 | 1       | 2       | 3       | 1       | 2       | 3       |
| ------- | -------------------- | ----------------- | ----------- | ------ | ----------------- | ----------------- | ----------------- | ------- | ------- | ------- | ------- | ------- | ------- |
| Oro     | Waldemar Baszanowski | Polonia           | 67,15       | 432,5  | 125.0             | 130.0             | 132.5             | 127.5   | 132.5   | 135.0   | 160.0   | 165.0   | 165.0   |
| Argento | Vladimir Kaplunov    | Unione Sovietica  | 67,50       | 432,5  | 135.0             | 140.0 =           | 142.5             | 120.0   | 125.0   | 127.5   | 160.0   | 165.0   | 167.5   |
| Bronzo  | Marian Zieliński     | Polonia           | 66,65       | 420,0  | 130.0             | 135.0             | 140.0 =           | 120.0   | 120.0   | 120.0   | 160.0   | 172.5   | 172.5   |
| 4       | Tony Garcy           | Stati Uniti       | 67,50       | 412,5  | 122.5             | 127.5             | 132.5             | 120.0   | 125.0   | 130.0   | 155.0   | 160.0   | 160.0   |
| 5       | Zdeněk Otáhal        | Cecoslovacchia    | 66,85       | 400,0  | 122.5             | 127.5             | 130.0             | 112.5   | 112.5   | 117.5   | 145.0   | 150.0   | 152.5   |
| 6       | Hiroshi Yamazaki     | Giappone          | 67,40       | 397,5  | 117.5             | 117.5             | 120.0             | 110.0   | 115.0   | 120.0   | 155.0   | 155.0   | 157.5   |
| 7       | Parviz Jalayer       | Iran              | 67,30       | 395,0  | 112.5             | 117.5             | 120.0             | 112.5   | 120.0   | 122.5   | 150.0   | 155.0   | 157.5   |
| 8       | Alfred Kornprobst    | Germania          | 67,40       | 385,0  | 110.0             | 117.5             | 122.5             | 105.0   | 110.0   | 112.5   | 140.0   | 147.5   | 150.0   |
| 9       | Saleh Hussain        | Rep. Araba Unita  | 66,80       | 382,5  | 120.0             | 125.0             | 125.0             | 107.5   | 112.5   | 115.0   | 137.5   | 142.5   | 147.5   |
| 10      | Mahmoud Rashid       | Iraq              | 66,75       | 367,5  | 112.5             | 117.5             | 120.0             | 105.0   | 110.0   | 112.5   | 132.5   | 137.5   | 137.5   |
| 11      | Hugo Gittens         | Trinidad e Tobago | 67,25       | 367,5  | 112.5             | 117.5             | 122.5             | 100.0   | 105.0   | 107.5   | 137.5   | 142.5   | 145.0   |
| 12      | Aziz Abbas           | Iraq              | 66,70       | 365,0  | 110.0             | 115.0             | 115.0             | 100.0   | 105.0   | 107.5   | 142.5   | 147.5   | 147.5   |
| 13      | Mya Thein            | Birmania          | 66,75       | 360,0  | 105.0             | 110.0             | 115.0             | 105.0   | 110.0   | 110.0   | 140.0   | 145.0   | 152.5   |
| 14      | Philippe Lab         | Svizzera          | 67,25       | 360,0  | 112.5             | 117.5             | 117.5             | 100.0   | 105.0   | 107.5   | 140.0   | 140.0   | 145.0   |
| 15      | Bogomil Petrov       | Bulgaria          | 66,95       | 357,5  | 125.0             | 130.0             | 130.0             | 100.0   | 107.5   | 107.5   | 125.0   | 135.0   | 135.0   |
| 16      | Sven-Erik Westlin    | Svezia            | 67,40       | 352,5  | 105.0             | 105.0             | 110.0             | 97.5    | 102.5   | 105.0   | 140.0   | 140.0   | 145.0   |
| 17      | Rudy Monk            | Antille Olandesi  | 67,10       | 350,0  | 112.5             | 112.5             | 120.0             | 100.0   | 105.0   | 105.0   | 130.0   | 130.0   | 137.5   |
| 18      | Niras Haroon         | Thailandia        | 67,10       | 337,5  | 100.0             | 105.0             | 105.0             | 100.0   | 105.0   | 105.0   | 137.5   | 142.5   | 142.5   |
| 19      | Boo Kim Siang        | Malaysia          | 66,80       | 335,0  | 97.5              | 97.5              | 97.5              | 97.5    | 102.5   | 102.5   | 135.0   | 135.0   | 142.5   |
| -       | Yeh Juei-Feng        | Taiwan            | 65,50       | -      | 102.5             | 102.5             | 102.5             | -       | -       | -       | -       | -       | -       |